# Spirama simplicior
Spirama simplicior là một loài bướm đêm trong họ Erebidae.